# Vienna Open 2002 - Qualificazioni singolare
Le qualificazioni del singolare al Vienna Open 2002 sono state un torneo di tennis preliminare per accedere alla fase finale della manifestazione. I vincitori dell'ultimo turno sono entrati di diritto nel tabellone principale. In caso di ritiro di uno o più giocatori aventi diritto a questi sono subentrati i lucky loser, ossia i giocatori che hanno perso nell'ultimo turno ma che avevano una classifica più alta rispetto agli altri partecipanti che avevano comunque perso nel turno finale.
Le qualificazioni del torneo Vienna Open 2002 prevedevano 16 partecipanti di cui 4 sono entrati nel tabellone principale.

## Teste di serie
1. Guillermo Coria (Qualificato)
2. Bohdan Ulihrach (Qualificato)
3. Radek Štěpánek (Qualificato)
4. Lars Burgsmüller (primo turno)

1. Nikolaj Davydenko (ultimo turno)
2. Željko Krajan (primo turno)
3. Attila Sávolt (ultimo turno)
4. Oliver Marach (primo turno)

## Qualificati
1. Guillermo Coria
2. Bohdan Ulihrach

1. Radek Štěpánek
2. Željko Krajan

## Tabellone

### Legenda
| - Q = Qualificato - WC = Wild card - LL = Lucky loser | - ALT = Alternate - SE = Special Exempt - PR = Protected Ranking | - w/o = Walkover - r = Ritirato - d = Squalificato |

### Sezione 1
|  | Primo turno | Primo turno       | Primo turno     | Primo turno | Primo turno |  |  | Ultimo turno | Ultimo turno      | Ultimo turno      | Ultimo turno | Ultimo turno |  |
|  |             |                   |                 |             |             |  |  |              |                   |                   |              |              |  |
|  | 1           | Guillermo Coria   | Guillermo Coria | 7           | 6           |  |  |              |                   |                   |              |              |  |
|  |             | Ivo Heuberger     | Ivo Heuberger   | 5           | 0           |  |  | 1            | Guillermo Coria   | Guillermo Coria   | 6            | 7            |  |
|  | 5           | Nikolaj Davydenko | 3               | 6           | 6           |  |  | 5            | Nikolaj Davydenko | Nikolaj Davydenko | 3            | 5            |  |
|  |             | Werner Eschauer   | 6               | 3           | 4           |  |  |              |                   |                   |              |              |  |

### Sezione 2
|  | Primo turno | Primo turno         | Primo turno         | Primo turno | Primo turno |  |  | Ultimo turno | Ultimo turno    | Ultimo turno    | Ultimo turno | Ultimo turno |  |
|  |             |                     |                     |             |             |  |  |              |                 |                 |              |              |  |
|  | 2           | Bohdan Ulihrach     | Bohdan Ulihrach     | 6           | 7           |  |  |              |                 |                 |              |              |  |
|  |             | Alexander Peya      | Alexander Peya      | 0           | 68          |  |  | 2            | Bohdan Ulihrach | Bohdan Ulihrach | 6            | 6            |  |
|  |             | Oliver Marach       | Oliver Marach       | 6           | 6           |  |  |              | Oliver Marach   | Oliver Marach   | 2            | 2            |  |
|  | 8           | Andreas Vinciguerra | Andreas Vinciguerra | 3           | 2           |  |  |              |                 |                 |              |              |  |

### Sezione 3
|  | Primo turno | Primo turno       | Primo turno       | Primo turno | Primo turno |  |  | Ultimo turno | Ultimo turno   | Ultimo turno | Ultimo turno | Ultimo turno |  |
|  |             |                   |                   |             |             |  |  |              |                |              |              |              |  |
|  | 3           | Radek Štěpánek    | Radek Štěpánek    | 7           | 7           |  |  |              |                |              |              |              |  |
|  |             | Konstantin Gruber | Konstantin Gruber | 69          | 6(1)        |  |  | 3            | Radek Štěpánek | 3            | 6            | 6            |  |
|  | 7           | Attila Sávolt     | 5                 | 6           | 6           |  |  | 7            | Attila Sávolt  | 6            | 3            | 4            |  |
|  |             | Andrej Stoljarov  | 7                 | 3           | 4           |  |  |              |                |              |              |              |  |

### Sezione 4
|  | Primo turno | Primo turno      | Primo turno      | Primo turno | Primo turno |  |  | Ultimo turno  | Ultimo turno  | Ultimo turno  | Ultimo turno | Ultimo turno |  |
|  |             |                  |                  |             |             |  |  |               |               |               |              |              |  |
|  |             | Björn Phau       | Björn Phau       | 6           | 7           |  |  |               |               |               |              |              |  |
|  | 4           | Lars Burgsmüller | Lars Burgsmüller | 2           | 63          |  |  | Björn Phau    | Björn Phau    | Björn Phau    | 2            | 63           |  |
|  |             | Željko Krajan    | 4                | 7           | 6           |  |  | Željko Krajan | Željko Krajan | Željko Krajan | 6            | 7            |  |
|  | 6           | Sargis Sargsian  | 6                | 63          | 4           |  |  |               |               |               |              |              |  |